# Chave (Arouca)
Pour les articles homonymes, voir Chave.
Chave est une paroisse civile portugaise (en portugais : freguesia) de la municipalité d'Arouca dans le district d'Aveiro.

## Démographie
Lors du recensement de 2021, Chave compte 1 270 habitants.